# Elisabet Eurén
Elisabet Matilda Vilhelmina Eurén, född 9 juli 1864 i Stora Kopparbergs socken, död 20 augusti 1939 i Stockholm, var en svensk lektor, rösträttskvinna och fredsaktivist.  Hon var en av de första kvinnliga lektorerna i Sverige. 

## Biografi

### Uppväxt
Elisabet Eurén föddes 1864 i Stora Kopparberg som dotter till häradshövdingen vid Falu domsaga, Justus Ludvig Eurén och Elisabeth Christina Eurén, född Södermark. Hon hade en två år yngre bror. Efter sin grundutbildning sökte hon in på Högre lärarinneseminariet i Stockholm där hon utexaminerades 1884. Hon arbetade därefter under flera år på Statens normalskola för flickor, Brummerska skolan och Lyceum för flickor.
Elisabet Eurén gjorde flera utlandsresor, i första hand för språkstudier i Tyskland, Schweiz och i England. Efter att ha arbetat som lärare under flera år vidareutbildade hon sig vid Högre lärarinneseminariet. År 1893 utexaminerades hon därifrån varefter hon fick tjänst som adjunkt vid folkskoleseminariet i Umeå. Hon var där även ansvarig för övningsskolan, där de som studerade till lärare gjorde sin praktik, som hörde till seminariet. Hon var vid den perioden den enda kvinna som var adjunkt vid seminariet. Elisabet Euréns ämnen var inledningsvis svenska och metodik men snart undervisade hon även i kristendom.

### Socialt engagemang i Umeå
Elisabet Eurén kom att göra bestående avtryck i Umeå både vid seminariet och i staden. Vid seminariet såg hon till att ett bibliotek inrättades för eleverna. Biblioteksfrågan låg henne varmt om hjärtat. Hon initierade också en mera praktisk dräkt för eleverna att bära under gymnastiklektionerna. Själv bar hon den så kallade reformdräkten, som vid den tiden var ett tecken på kvinnors krav på självständighet och självbestämmande.
Under sin tid i Umeå initierade Elisabet Eurén tillkomsten av en arbetsstuga 1897. Anslag beviljades från Stiftelsen Lars Hiertas minnesfond och när föreningen med ansvar för arbetsstugan konstituerades 1901 blev hon sekreterare, vilket hon var fram till dess hon lämnade Umeå 1904. Hon hann också vara ordförande i den lokalavdelning av Landsföreningen för kvinnans politiska rösträtt som bildades i Umeå 1903, Föreningen för kvinnans politiska rösträtt i Umeå. Elisabet Euréns åldriga mor bodde sina sista år hos henne och efter moderns död 1904 flyttade hon tillbaka till Stockholm.

### Adjunkt i Stockholm
I Stockholm fick hon en adjunktstjänst vid Folkskoleseminariet på Maria Prästgårdsgata. Hennes ämnen var desamma som i Umeå och dessutom naturkunskap. Även vid det seminariet tog hon sig an biblioteksfrågan och kom att fungera som dess första bibliotekarie. Biblioteket spelade en stor roll för utbildningen.
Hon satt även i kommunalfullmäktige i Sankt Matteus församling.

### Karriär som lektor
År 1918 blev det möjligt för kvinnor att bli lektorer. Elisabet Eurén tillhörde de första. År 1919 utsågs hon till lektor vid Folkskoleseminariet och under läsåret 1919/1920 vikarierade hon som rektor. Under sina återstående år vid seminariet undervisade hon i psykologi, pedagogik och svenska. Hon gick i pension 1924.

### Fredsaktivism

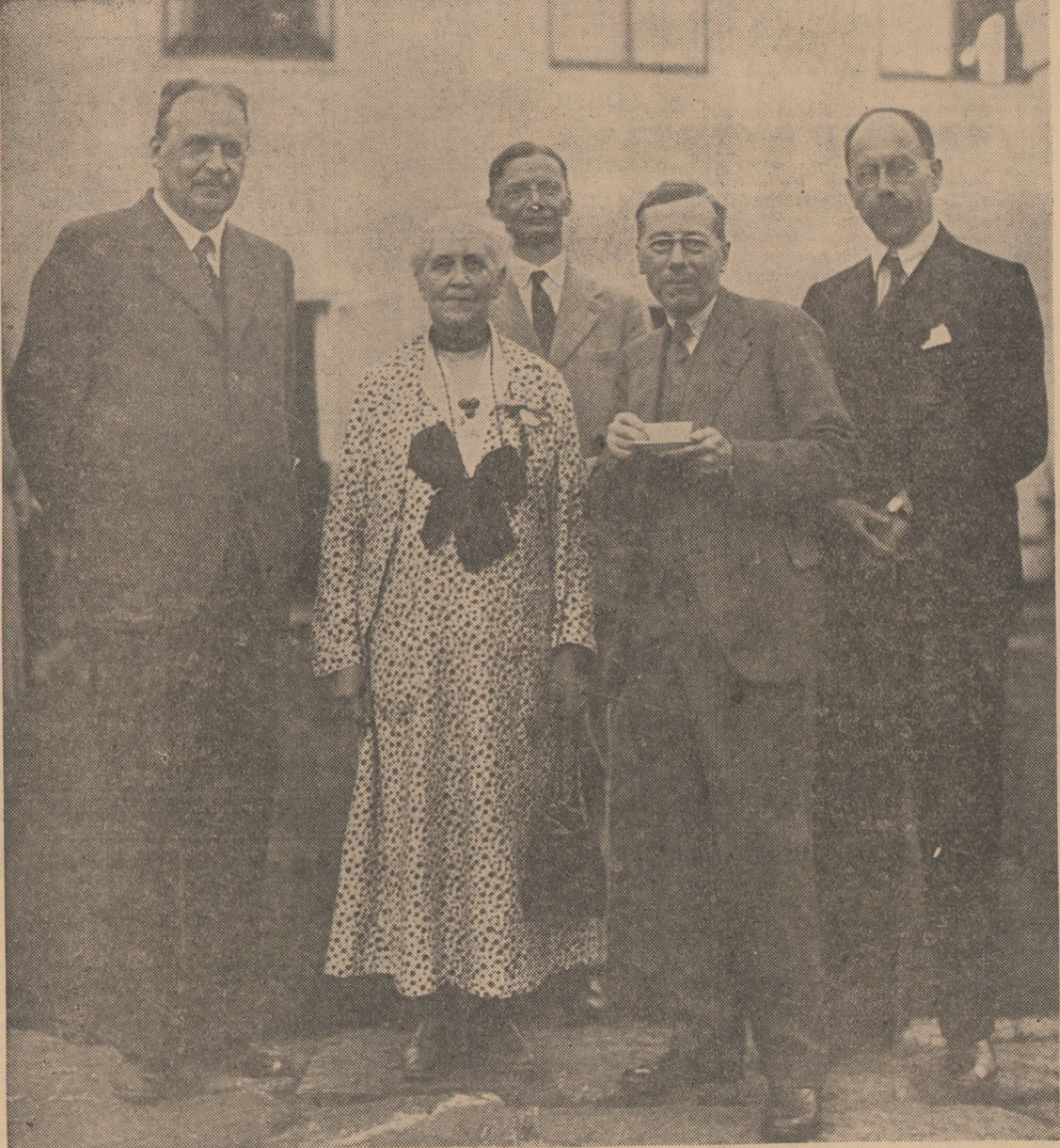
Elisabet Eurén var ordförande i möte med kväkarna 1935.

Elisabet Eurén ville förbättra lärarnas situation och var en ledande gestalt inom Svenska seminarielärareföreningen mellan 1913 och 1918. Hennes främsta engagemang kom dock att handla om fredsfrågan. I Stockholm arbetade hon nära sin kurskamrat från Högre lärarinneseminariet, Matilda Widegren, som tagit initiativ till att införa fredsfostran i skolorna. I Svenska skolornas fredsförening liksom i Nordiska lärares fredsförbund var Elisabet Eurén ordförande eller vice ordförande.
Elisabet Eurén var även medlem i Förbundet för kristet samhällsliv bildat 1917 med Ebba Pauli och Natanael Beskow som ledande gestalter. Dessa båda hade 1912 grundat Birkagården, en institution som även Elisabet Eurén kom att ägna tid och engagemang.
Hennes pacifistiska läggning kombinerad med en ekumeniskt inriktad religiositet förde henne i kontakt med Vännernas samfund när detta bildades 1936. Hon deltog som enda kvinna i ett möte med företrädare för de engelska kväkarna.
På ett biskopsmöte 1933 utsågs Elisabet Eurén som enda kvinna till Svenska ekumeniska nämnden.

### Död
Elisabet Eurén förblev ogift. Hon led av olika organsjukdomar och dog på Röda korsets sjukhem 1939.
Vid begravningen på Norra krematoriet höll representanter från alla de föreningar hon varit engagerad i tal och Folkskoleseminariet, Umeå arbetsstugeförening, Vännernas samfund samt flera andra föreningar var representerade genom blommor och kransar. Elisabet Eurén ligger begravd tillsammans med föräldrarna på Norra begravningsplatsen i Solna.